# Mee goreng

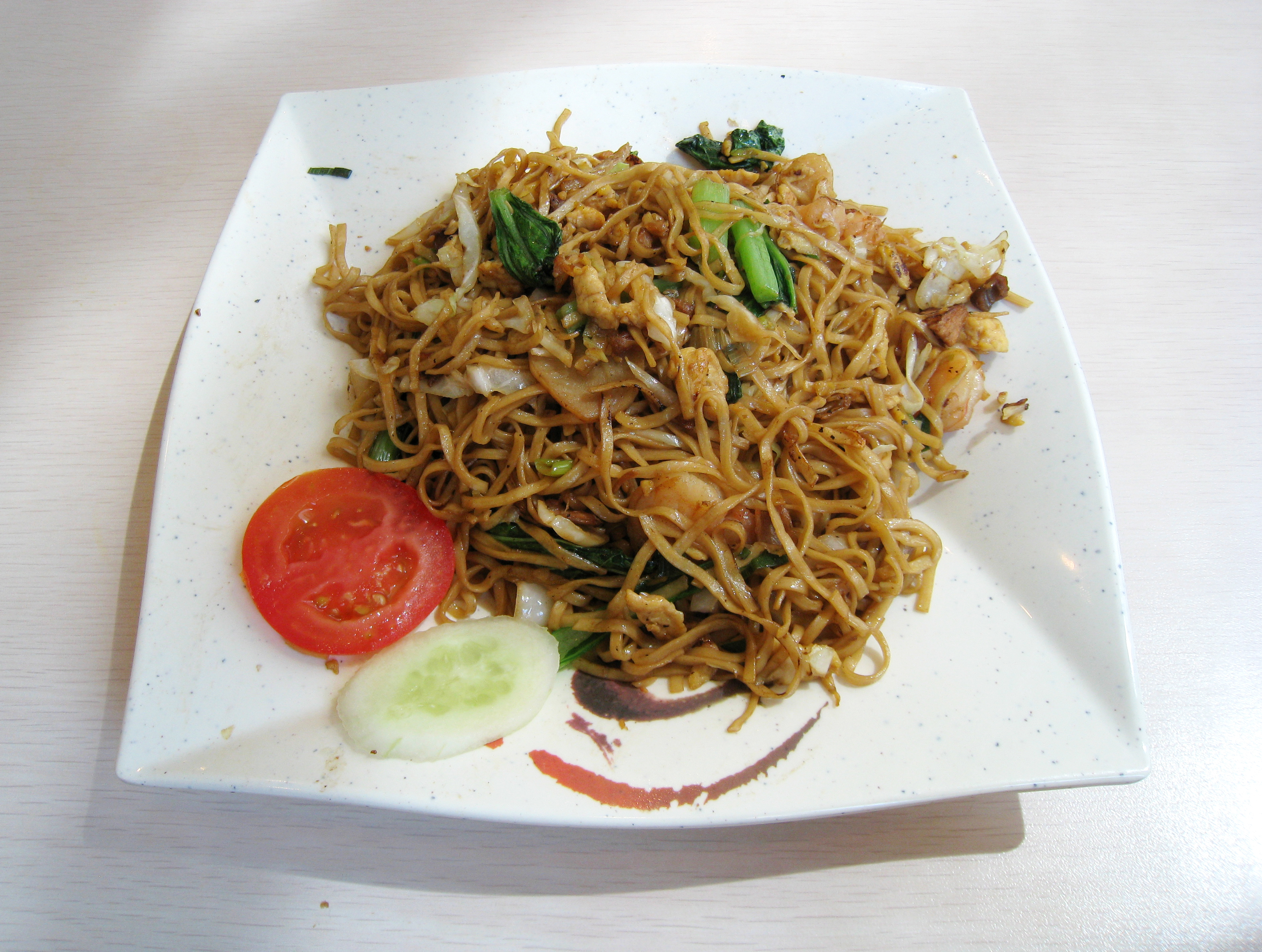
Un plato de Mee goreng

El Mee goreng (Mie Goreng, Mi Goreng) es un plato tradicional y muy popular en Indonesia, Malasia y Singapur. En idioma de la zona significa fideo frito. El plato se prepara friendo los fideos y acompañándolos con diferentes cebollas cortadas en brunoise junto con caridea, carne de pollo, chilli, vegetales, tomates y huevo. 
Es uno de los platos indispensables en todo Mamaks (puesto callejero) en Malasia.